# ميثاق بهادران
ميثاق بهادران ((بالإنجليزية: Misagh Bahadoran)‏؛ مواليد 10 يناير 1987) هو لاعب كرة قدم فلبيني إيراني يجيد اللعب كمهاجم وجناح لصالح نادي غلوبال ومنتخب الفلبين.

## روابط خارجية
- ميثاق بهادران على موقع الاتحاد الدولي (مؤرشف)  (الإنجليزية)
- ميثاق بهادران على موقع قاعدة بيانات كرة القدم.إي يو (الإنجليزية)
- ميثاق بهادران على موقع ناشيونال فوتبول تيمز (الإنجليزية)
- ميثاق بهادران على موقع Soccerway.com (الإنجليزية)